# The House Without a Name
The House Without a Name (deutsch Das Haus ohne Namen) ist ein Dokumentar-Kurzfilm aus dem Jahr 1956 unter der Regie von Joe Parker, geschrieben und produziert von Valentine Davies für Motion Picture Relief Fund. Veröffentlicht wurde der Film erstmals am 1. Januar 1956 in den USA.
Valentine Davies war 1957 für und mit dem Film für einen Oscar in der Kategorie „Bester Dokumentar-Kurzfilm“ nominiert.  Die Trophäe ging jedoch an Louis Clyde Stoumen und seinen Film The True Story of the Civil War, der den Sezessionskrieg zum Inhalt hat.